# Stanley Jean-Baptiste
 (mars 2019).
Si vous disposez d'ouvrages ou d'articles de référence ou si vous connaissez des sites web de qualité traitant du thème abordé ici, merci de compléter l'article en donnant les références utiles à sa vérifiabilité et en les liant à la section « Notes et références ».
Pour les articles homonymes, voir Jean-Baptiste.
(en) Statistiques sur pro-football-reference
Stanley Jean-Baptiste, né le 12 avril 1990 à Miami en Floride, est un joueur américain de football américain évoluant au poste de cornerback.
Il étudie à l'université du Nebraska à Lincoln et joue alors pour les Cornhuskers du Nebraska.
Il est sélectionné à la 58e place de la Draft 2014 par les Saints de La Nouvelle-Orléans.